# Histiothrissa
Histiothrissa è un genere di pesci ossei estinto, appartenente ai clupeiformi. visse nel Cretaceo superiore (Santoniano - Campaniano, circa 85 - 75 milioni di anni fa) e i suoi resti fossili sono stati ritrovati in Europa e in Medio Oriente.

## Descrizione
Questo pesce di medie dimensioni (solitamente era lungo circa 25 centimetri) assomigliava a un'aringa, con un corpo relativamente ampio. La testa era grande e allungata, ma il muso era corto e arrotondato. Histiothrissa era caratterizzato da pinne pettorali molto grandi e ampie. La pinna dorsale era grande e di forma triangolare, pressoché opposta alle pinne ventrali, anch'esse piuttosto grandi e triangolari. La pinna anale, arretrata, era più bassa e allungata e raggiungeva l'inizio della pinna caudale, che era biforcuta e i cui due lobi erano piuttosto sviluppati.  

## Classificazione
Il genere Histiothrissa venne descritto per la prima volta da Arthur Smith Woodward nel 1901, sulla base di fossili precedentemente attribuiti al genere Sardinius. La specie tipo è Histiothrissa macrodactyla, descritta per la prima volta nel 1858 da von Marck e rinvenuta nel giacimento di Sendenhorst in Germania (risalente al Campaniano). Un'altra specie, H. crassapinna, descritta inizialmente da Davis nel 1897 come Sardinius crassapinna, proviene dal giacimento di Sahel Alma in Libano (Santoniano). Una terza specie, H. heterodon del Marocco, è stata in seguito riclassificata come Tingitanichthys heterodon e attribuito ai pachirizodontidi. 

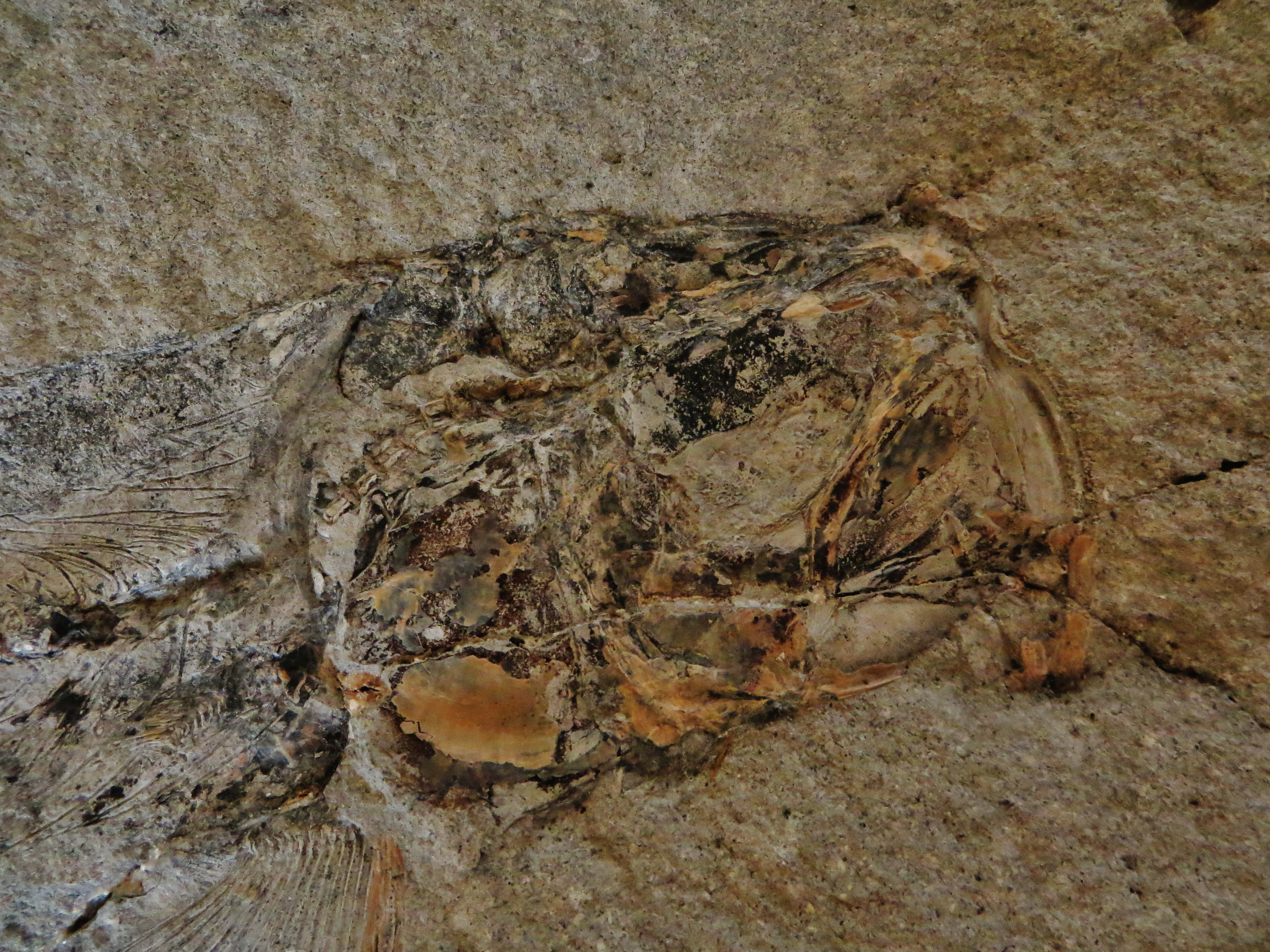
Cranio di Histiothrissa macrodactyla

Histiothrissa è considerato un rappresentante dei clupeiformi, il grande gruppo di pesci teleostei comprendenti aringhe, acciughe e sardine, ma le parentele con le altre forme del gruppo non sono ben chiare. Sembra che Histiothrissa fosse un rappresentante piuttosto basale dei clupeiformi.

## Paleoecologia
Histiothrissa doveva essere un pesce che viveva in acque costiere basse e tranquille, nelle quali manovrava grazie alle pinne pettorali ampie; si cibava di piccoli animali presenti nelle zone superficiali.